# Mennan Yapo
Mennan Yapo (* 1966 in München) ist ein deutscher Regisseur, Drehbuchautor, Filmproduzent und Schauspieler.

## Leben
Yapo wurde als Sohn türkischer Eltern in München geboren. Seit 1988 ist er in verschiedenen Tätigkeiten im Filmbereich tätig, zunächst in Assistenzstellen sowie im Marketing.
Seit 1995 arbeitet er als Drehbuchautor und Produzent sowie gelegentlich auch als Schauspieler in Nebenrollen – in Die Bettlektüre (Peter Greenaway, 1996) und Good Bye, Lenin! (Wolfgang Becker, 2003).
1998/99 trat Yapo erstmals als Regisseur in Erscheinung. Sein Debüt, der Kurzfilm Framed, wurde für den Deutschen Kurzfilmpreis nominiert und war auf vielen nationalen und internationalen Festivals vertreten.
Ab 2000 arbeitete Yapo als Regisseur an seinem ersten Langfilm Lautlos, der von X Filme produziert wurde.
Im März 2007 lief Yapos erste Hollywood-Regiearbeit an, das Filmdrama Die Vorahnung (Premonition) mit Sandra Bullock in der Hauptrolle, der ein Kassenerfolg in den USA wurde und weltweit knapp 85 Millionen US-Dollar einspielte.

## Filmografie
- 1996: After Hours – Produktion
- 1996: Die Bettlektüre (The Pillow Book) – Nebenrolle
- 1999: Framed – Regie, Produktion
- 2001: Birthday – Produktion
- 2003: Good Bye, Lenin! – Nebenrolle
- 2004: Lautlos – Regie
- 2007: Die Vorahnung (Premonition) – Regie
- 2012: Planet USA – executive producer